# Onthophagus aequatus
Onthophagus aequatus é uma espécie de inseto do género Onthophagus da família Scarabaeidae da ordem Coleoptera.

## História
Foi descrita cientificamente pela primeira vez no ano 1901 por Péringuey.